# Christos Kittas
Christos Kittas (griechisch Χρήστος Κίττας, * 1946 in Larissa) ist ein griechischer Mediziner und war Gesundheitsminister im Kabinett Pikrammenos. Seit Mai 2023 war er Minister für Bildung und religiöse Angelegenheiten im Kabinett Ioannis Sarmas.

## Karriere
Er studierte Medizin an der Kapodistrias-Universität Athen, was er mit seinem Doktor der Medizin 1975 abschloss.
Ab 1983 war er Assistenzprofessor für Pathologie an der medizinischen Fakultät der Athener Universität und ab 1993 auch Dozent für Bryologie und Histologie.
2006 wurde er zum Rektor ernannt, trat aber Ende 2009 zurück, nachdem er bei einem bewaffneten Überfall lebensgefährlich verletzt wurde.
Er veröffentlichte über 200 Publikationen in verschiedenen internationalen Magazinen. Inzwischen ist er Direktor des Labors für Histologie und Embryologie.
Am 17. Mai 2012 wurde er zum Gesundheitsminister in Griechenland berufen.